# Federico Finchelstein

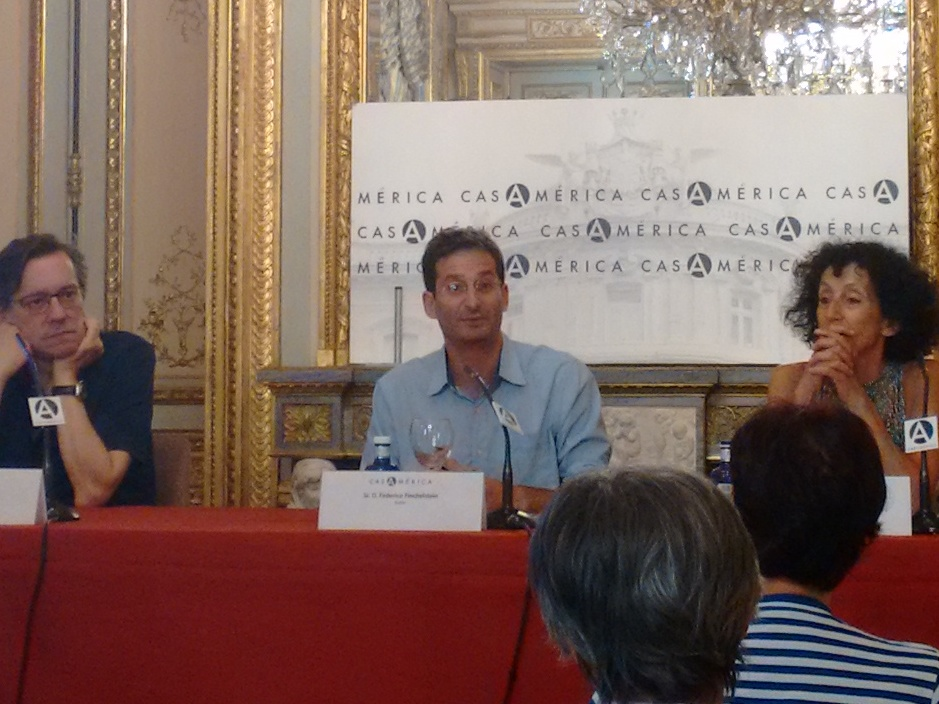
Federico Finchelstein mit dem spanischen Soziologen Fernando Vallespín (links) und der Politikerin Mercedes Cabrera (2019)

Federico Finchelstein (geboren 1975 in Buenos Aires) ist ein argentinischer Historiker.  

## Leben
Federico Finchelstein studierte Geschichte an der Universidad de Buenos Aires (Lic. 2000), an der Cornell University (M.A. 2003) und wurde 2006 an der Cornell University promoviert. Finchelstein lehrte an der Brown University und wurde 2008 Professor für Geschichte an der New School for Social Research und an deren Eugene Lang College. 

## Werk
Finchelstein forscht zum Faschismus in Europa und Lateinamerika und zu dessen transatlantischen Verbindungen, zu postfaschistischen Bewegungen, zur neueren Geschichte des Judentums und zum Holocaust. Seine Beiträge erschienen unter anderem in The Guardian, The New York Times, El País, La Repubblica, Clarín und Folha de S. Paulo. Er vertritt die These, dass die Existenz eines zwingenden Zusammenhangs zwischen Faschismus und Holocaust (bzw. Antisemitismus) vor allem von denen postuliert wird, die die Fortexistenz des Faschismus im Populismus und Rassismus postfaschistischer Parteien nach 1945 leugnen. Donald Trumps Politik weise zwar einige faschistische Merkmale auf, er sei aber ein Populist in der Tradition Juan Peróns. Auch habe er 2016 erfolgreich nach einer demokratischen Legitimation gestrebt.

## Schriften (Auswahl)
- The Anti-Freudian Politics of Argentine fascism. Antisemitism, Catholicism and the Internal enemy, 1932-1945. Hispanic American Historical Review, 87 (2007) 1, S. 77–110
- The Ideological Origins of the Dirty War: Fascism, Populism, and Dictatorship in Twentieth-Century Argentina. Oxford University Press, 2014
- Transatlantic Fascism: Ideology, Violence and the Sacred in Argentina and Italy, 1919–1945. Duke University Press, 2010
- From Fascism to Populism in History. University of California Press, 2017
- A Brief History of Fascist Lies. University of California Press, 2020
- Fascist Mythologies. Columbia University Press, New York 2022